# Phùng Thị Lệ Lý
Phùng Thị Lệ Lý (Le Ly Hayslip 19 tháng 12 năm 1949 -), là nhà văn Mỹ nổi tiếng với hai tác phẩm: When Heaven and Earth Changed Places (Khi Đất Trời đảo lộn) và Child of War, Woman of Peace (Đứa trẻ thời chiến, người phụ nữ thời bình). Bà là người sáng lập tổ chức phi chính phủ hoạt động nhân đạo Đông Tây Hội Ngộ (East meets West Foundation) và Làng Toàn Cầu (Global Village Foundation).

## Tiểu sử
Phùng Thị Lệ Lý sinh năm 1949 tại thôn Bình Kỳ, Hòa Phong, Hòa Vang, tỉnh Quảng Nam (nay thuộc thành phố Đà Nẵng). Vào lúc 15 tuổi, bà theo mẹ vào Sài Gòn, nơi bà và mẹ làm việc cho một gia đình giàu có nhưng công việc này kết thúc sau khi bà bị phát giác mang thai với ông chủ nhà. Bà cùng mẹ quay trở lại miền Trung và đến Đà Nẵng, khi đó bà được 16 tuổi. Bà làm việc phụ giúp mẹ và nuôi con nhỏ bằng cách bán chợ trời, giao thuốc phiện và cả việc làm gái mại dâm.
Có một thời bà làm hộ tá cho một bệnh viện ở Đà Nẵng và bắt đầu hẹn hò với lính Mỹ. Năm 1969, bà lập gia đình với một kỹ sư người Mỹ. Năm 1970, bà theo chồng sang Mỹ định cư. Năm 1973, khi chồng mất, bà lập gia đình với người thứ hai có hai người con. Người chồng thứ nhì của bà do áp lực hôn nhân và san chấn tâm lý sau chiến tranh, đã tự sát năm 1982 khi hai người đang làm thủ tục ly dị.
Năm 1986, bà về thăm quê hương Việt Nam lần đầu tiên theo chính sách mở cửa của chính phủ Việt Nam .
Năm 1987, bà bán hết tài sản và sáng lập tổ chức phi chính phủ "Đông Tây hội ngộ" nhằm giúp đỡ xây dựng Việt Nam sau chiến tranh. Đến năm 1999, khi tổ chức này vững mạnh rồi thì bà chuyển dần cho người khác để năm 2000, bà sáng lập tổ chức "Làng Toàn Cầu" nhằm bảo tồn những giá trị văn hóa dân tộc và hỗ trợ người nghèo Việt Nam trong lĩnh vực giáo dục, dạy nghề và phát triển cộng đồng .
Trong thời gian từ năm 1965 - 1970, khi cuộc chiến tại Việt Nam lan rộng và lên cao độ, bà là người chứng kiến nỗi đau thương mất mát của người dân Việt ở Nam vĩ tuyến 17. Và chính bản thân bà cũng là nạn nhân của cuộc chiến này. Chính nỗi đau thương này là nguồn cảm hứng sáng tác để bà viết nên hai quyển sách nổi tiếng: "Khi Đất Trời đảo lộn" (1989) và "Đứa trẻ thời chiến, người phụ nữ thời bình" (1993). Cuốn truyện Khi Đất Trời đảo lộn được xếp vào loại best seller (bán chạy nhất theo xếp hạng của The New York Times), dịch ra 17 ngôn ngữ và đã được đạo diễn Oliver Stone dựng thành phim Trời và Đất năm 1993. Bà cũng đảm trách một vai diễn phụ (vai chủ tiệm nữ trang) và viết 2 nhạc phẩm dùng trong phim Trời và Đất này .